# Gerlin Bean
Pour les articles homonymes, voir Bean.
Gerlin Bean (née en 1940) est une travailleuse communautaire d'origine jamaïcaine active dans les mouvements féministes radicaux et nationalistes noirs au Royaume-Uni dans les années 1960 et 1970. 
Infirmière de formation, elle devient une militante communautaire et une travailleuse sociale impliquée dans la fondation du Black Women's Action Committee du Black Unity and Freedom Party, de la section féminine du Black Liberation Front, du Brixton Black Women's Group et de l'Organisation des femmes d'ascendance africaine et asiatique (OWAAD). Son travail et son activisme se concentrent sur l'élimination des politiques discriminatoires pour les personnes de couleur, les femmes et les personnes handicapées. Elle se bat pour l'égalité des chances en matière d'éducation, des salaires équitables, un logement convenable et des programmes qui soutiennent les familles, tels que les services de conseil, la garde d'enfants et les soins de santé.
En 1983, elle quitte l'Angleterre lorsque le Zimbabwe obtient son indépendance et y travaille sur des programmes de développement pour les femmes et les enfants pendant cinq ans.
Plus tard, elle retourne en Jamaïque et y lutte contre les problèmes des femmes et des enfants. Elle y est directrice générale de 3D Projects, une organisation caritative qui offre des programmes d'aide aux enfants handicapés et à leurs familles. Elle s'implique dans le développement d'écoles pour aider les enfants et dans d'autres programmes d'éducation communautaire concernant le handicap. Elle siège au conseil paroissial de Sainte-Catherine.
Son activisme est célébré par des activités organisées pour les festivités du Mois de l'histoire des Noirs au Royaume-Uni, telles que l'exposition de 2014 « 400 ans de femmes africaines leaders de la résistance » à Islington, et une sculpture de poings serrés de militantes noires, exposée au Guildhall Art Gallery à Londres en 2017.

## Jeunesse et éducation
Bean naît en 1940 dans la paroisse de Hanover, en Jamaïque, d'un couple d'agriculteurs,,. Elle apprend la vie communautaire et les valeurs d'entraide dans ce cadre rural. Elle suit une formation d'infirmière générale et psychiatrique après son déménagement à Surrey, en Angleterre, à l'âge de 19 ans,,. En 1960, alors qu'elle a 20 ans, elle a une fille, Jennifer. Elle rompt ses fiançailles avec le père de celle-ci. Lorsque Jennifer a six mois, elle s'organise avec une famille locale qui lui sert de famille d'accueil, afin que la vie de son enfant reste stable pendant qu'elle travaille. Bean obtient une licence en sciences sociales et en administration à la London School of Economics et, en 1995, un master en santé publique à l'Université des Antilles à Mona, en Jamaïque,.

## Carrière et activisme

### Angleterre (1960-1982)

#### Travail social et développement communautaire
Après plusieurs années de travail comme infirmière à Londres, Bean quitte le domaine des soins médicaux et commence à travailler comme militante pour le développement communautaire et la jeunesse,. Elle aide à mettre en place le Coffee Bar des années 70 à Paddington, qui est géré par le Westminster City Council en tant que centre d'activités et de conseil pour les jeunes. Plus tard, elle quitte Paddington et déménage à Brixton pour fonder le Gresham Youth Project. 

En 1969, la Caribbean Education and Community Workers' Association, basée au nord de Londres, organise une conférence pour évaluer comment les enfants antillais se débrouillent dans le système scolaire britannique. Un article présenté au symposium par Bernard Coard démontre le biais systémique des politiques administratives, qui placent systématiquement les enfants des Caraïbes dans des classes spéciales pour élèves ayant des troubles d'apprentissage. Les parents sont scandalisés par la conclusion de ce rapport, qui démontre que leurs enfants sont considérés comme intellectuellement inférieurs en raison de leur race. Les parents de Brixton se réunissent pour discuter d'une solution pionnière proposée par Bean, le révérend Anthony Ottey et l'enseignant Ansel Wong pour organiser des écoles supplémentaires pour aider les enfants à faire leurs devoirs et à lire. Le plan vise également à responsabiliser les parents en leur apprenant à interagir avec les enseignants et les administrateurs et à s'impliquer davantage dans l'éducation de leurs enfants. Le trio, qui travaille ensemble au Gresham Youth Project, fonde l'école Afiwe, qui, entre autres services, envoie des volontaires pour accompagner les parents aux réunions scolaires, fournit des services de tutorat et contribue à la sensibilisation des écoles. Bean, Ottey et Wong travaillent aussi avec le Lambeth Council for Community Relations, qui crée un service de logement temporaire et de conseil pour les jeunes en fugue.

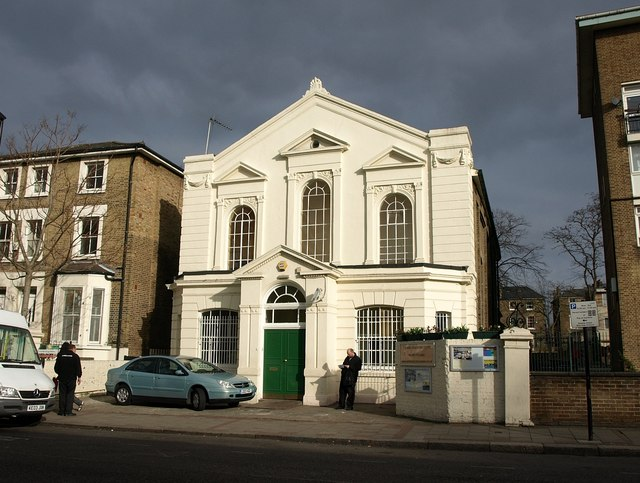
Le Centre Karibu au 7, Gresham Road à Brixton (anciennement le Centre Abeng). Le numéro 5 est à gauche.

Bean, Gloria Cameron et Mabel Carter commencent à se réunir au West Indian Parents Action Group (WIPAG) vers 1971, mais le groupe n'est officialisé qu'en 1974. Le but de l'organisation est de s'attaquer à la sous-performance des enfants noirs dans le système scolaire britannique. Elle se focalise particulièrement sur l'éducation lors de la petite enfance, qui correspond à une formation aux enfants avant qu'ils n'entrent dans le système scolaire formel. Bean est également impliquée avec Wong, Lu Garvey et Tony Soares en 1972 dans la création d'une coopérative au sous-sol du 61 Golborne Road à Kensal Town, où des experts communautaires forment des jeunes chômeurs dans divers domaines, comme la coiffure, la réparation électrique et lacomposition. À peu près à la même époque, Wong et Bean créent le Centre Abeng à Brixton. Le personnel de l'établissement travaille en collaboration avec l'école Afiwe, fournissant des services de conseil et d'orientation, une formation professionnelle et servant de club de jeunes. Après avoir recherché une propriété convenable, WIPAG obtient un bail de la Direction du logement de Lambeth en 1976 pour le 7 Canterbury Crescent, une maison mitoyenne abandonnée. Les retards dans le financement de la formation du personnel et de l'équipement repoussent l'ouverture de l'établissement à janvier 1978. En peu de temps, 24 enfants sont inscrits et plus de 80 enfants sont sur la liste d'attente. Des problèmes avec le bâtiment et le besoin d'un plus grand espace conduisent Bean et Cameron à rechercher un emplacement plus approprié. Ils trouvent un bâtiment au 3 & 5 Gresham Road et négocient un bail de 30 ans à un loyer modéré avec le Lambeth Council. L'autorité de planification accorde à WIPAG l'autorisation de rénover en 1979 et, en 1981, l'organisation obtient officiellement le statut d'association caritative. La nouvelle école maternelle est officiellement ouverte en 1983, l'année où Bean déménage au Zimbabwe.

#### Activisme politique
Vers 1966, Bean commence à assister à des réunions du Gay Liberation Front à Londres. Même si elle reconnaît que certaines personnes considèrent l'homosexualité comme une menace pour les familles, elle soutient que les gens doivent être libres d'être qui ils sont,. 
En 1970, le Black Unity and Freedom Party (BUFP) est formé et Bean fait pression pour que le groupe inclue un groupe de femmes. Cette idée lui vient de sa participation à la Conférence nationale de libération des femmes qui se tient cette même année au Ruskin College de l'Université d'Oxford. 600 femmes participent à la réunion et Bean est alors l'une des rares femmes noires présentes,. Bean fonde le Comité d'action des femmes noires, en tant que section féminine du BUFP, durant sa première année d'existence. Le Comité a pour but de se concentrer spécifiquement sur les problèmes des femmes noires parce que les féministes blanches s'occupent alors de problèmes qui ne sont pas centraux pour les femmes noires, comme l'avortement et le fait d'être payé pour les travaux ménagers. Les femmes noires cherchent de leur côté à recevoir un salaire suffisant pour s'occuper de leurs enfants, à bénéficier d'un logement adéquat et de possibilités d'éducation pour leurs enfants, et à être protégées contre le racisme et la violence.
En 1970-1971, Bean publie une brochure intitulée Black Women Speak Out,. Malgré l'intitulé de la brochure et l'espace accordé aux femmes par le BUFP pour s'exprimer politiquement, la chercheuse Rosalind Eleanor Wild note que certaines membres continuent à « se sentir très à l'étroit ». L'activiste et universitaire Harry Goulbourne observe que le BUFP est « extrêmement autoritaire, extrêmement intolérant ». Lorsque le Black Liberation Front (BLF), un groupe avec une orientation socialiste plus forte qu'une orientation strictement nationaliste noir, est formé en 1971, Bean quitte le BUFP,. Elle fonde une section féministe au BLF et publie la rubrique « Chronique d'une sœur » dans le bulletin d'information Grassroots de l'organisation,.
Les trois principaux mouvements du pouvoir noir - les Black Panthers britanniques, le Front de libération noire et le Parti de l'unité et de la liberté noires - attirent tous des femmes au démarrage, mais les femmes constatent ensuite que leurs problèmes ne sont pas pris au sérieux,. Selon des universitaires tels que John Narayan et W. Chris Johnson, les militantes de ces mouvements ont souvent le sentiment d'être les « opprimées des opprimés » et « les plus exploitées » parce qu'elles sont touchées par les mêmes discriminations raciales, sociales et de classe que les hommes noirs, mais doivent en plus faire face au sexisme des hommes blancs et noirs,. En 1973, les Black Panthers britanniques sont dissoutes et les femmes des deux autres groupes politiques cessent de se rassembler,. En 1974 Bean, Zainab Abbas et Wong font partie de la délégation britannique au Sixième Congrès panafricain, qui a lieu à Dar es Salaam, en Tanzanie. Le discours des délégués britanniques au Congrès réitère l'engagement des Britanniques noirs à la libération des Africains, des personnes d'ascendance africaine et d'autres à travers le monde, des politiques coloniales, de l'impérialisme et du racisme.

#### Droits des femmes
En 1973, Bean se joint à Abbas, Beverley Bryan, Olive Morris, Liz Obi et d'autres militantes pour fonder le Brixton Black Women's Group (BBWG),,. Bien qu'elles soient accusées par certains militants masculins de diviser la lutte noire, elles trouvent que leurs problèmes ne sont pas entendus et veulent trouver des solutions en travaillant avec d'autres femmes, y compris des groupes de femmes en Afrique. Gail Lewis, membre du BBWG, déclare dans une interview en 2019 dans Feminist Theory :

« L'activisme se comprend de manière singulière, même s'il se produit dans une multiplicité de lieux/espaces de vie : le travail, la salle d'audience, le commissariat, l'école, l'État local et central. […] Il se produit dans toutes nos cuisines, car qu'elles viennent des Caraïbes, du continent africain ou d'Asie du Sud, les femmes dirigent depuis la cuisine. Et par « la cuisine », j'entends que les réalités vécues et les relations sociales de la cuisine concernent autant la politique que tout le reste, y compris la chambre à coucher. Et je veux dire aussi que « la cuisine » était et est un lieu d'apprentissage politique et d'élaboration de théories. […] Concernant cela, nous - nous étant moi, et Avtar [Brah] qui est alors avec les Southall Black Sisters, et Gerlin Bean, et tous ces gens - pouvons ensuite soulever ces questions avec les hommes. […] Au BBWG, nous avions une relation très tendue avec Race Today, autour du féminisme en fait, mais ils ne nous ont pas simplement rejetés, et ce n'était pas vraiment hostile. »

Parmi les demandes d'importance primordiale pour les femmes, il y a le manque de logements disponibles ; la lois sus, qui permet à la police d'arrêter et de fouiller toute personne soupçonnée d'avoir l'intention de commettre une infraction ; et l'éducation,. Les arrestations sous la loi sus sont souvent dirigées contre la jeunesse noire et la police à l'époque bénéficie d'une large latitude dans l'interprétation des termes « suspect » et « intention ». Le BBWG travaille aussi pour obtenir un financement de l'État pour agrandir la librairie Sabarr, le magasin étant un lieu de fourniture de matériel éducatif aux écoles et aux militants,.
En 1978, Bean, Stella Dadzie et Morris rencontrent des étudiantes d'Éthiopie et d'Érythrée, qui fréquentent la London School of Economics. Ensemble, elles forment l'Organisation des femmes d'Afrique et d'ascendance africaine. La formation de ce groupe est identifiée par les historiennes Line Nyhagen Predelli et Beatrice Halsaa comme « un tournant dans l'histoire de l'activisme des droits des femmes noires » dans leur publication de 2012 Majority-Minority Relations in Contemporary Women's Movements: Strategic Sisterhood. Durant les six premiers mois, le groupe demande à des militantes asiatiques de se joindre à eux et le nom est changé en Organisation des femmes d'ascendance africaine et asiatique, connue sous le nom d'OWAAD. Cette organisation faîtière permet aux groupes de femmes Noirs — du point de vue politique — de toute l'Angleterre de travailler ensemble sur des problèmes communs. En tant que l'un des premiers groupes féministes noirs à avoir été politiquement formalisé, l'OWAAD donne à ses membres une expérience sur la façon d'organiser leurs communautés, de lutter contre la discrimination et de s'informer, ainsi qu'à la communauté, sur les politiques gouvernementales. Bean préside la première conférence de l'OWAAD en 1979 au Centre Abeng. Cette même année, Bean et Dadzie se rendent à Chicago pour développer des réseaux avec l'Alliance nationale des féministes noires.

### Zimbabwe (1982-1988)
À partir de 1982, Bean se concentre sur la mise en place de programmes pour aider les femmes et les enfants au Zimbabwe. Après que le Zimbabwe a obtenu son indépendance du Royaume-Uni, elle déménage en Afrique en 1983. Elle travaille avec des femmes pour élaborer des plans pour la santé familiale et le bien-être des enfants. En tant que bénévole pour l'Institut catholique des relations internationales à Harare, Bean recrute des médecins et des infirmières du Royaume-Uni, les encourageant à déménager au Zimbabwe et à travailler dans les zones rurales pour améliorer les installations et les programmes d'éducation et de santé.  Elle maintient des liens avec le West Indian Parents Action Group, partageant du matériel éducatif de l'école maternelle de Gresham Road à Londres avec les écoles d'Afrique. 

### Jamaïque (1988-présent)
Bean retourne en Jamaïque en 1988 et étudie pour obtenir un diplôme en santé publique,,. En 1994, elle devient directrice adjointe du Projet dédié au développement des droits des personnes handicapées, connu sous le nom de Projets 3D, une organisation caritative qui fournit des services aux personnes handicapées et un soutien à leurs familles,. Elle co-écrit un chapitre intitulé « Mobilising Parents of Children with Disabilities in Jamaica and the English Speaking Caribbean » avec Marigold J. Thorburn pour un livre publié en 1995. En quatre ans, Bean devient directrice de projet 3D Projects, dont le siège social est à Spanish Town, dans la paroisse Sainte-Catherine, et en 2002, elle en est directrice générale,. En 2005, elle lance un programme innovant appelé « Skills For Life » pour enseigner l'éducation sexuelle aux personnes handicapées et à leurs soignants. Le programme est conçu pour réduire les tabous autour du sexe et minimiser la vulnérabilité et le potentiel d'exploitation sexuelle des personnes handicapées. Soutenu par des fonds fournis par le Fonds international d'urgence pour l'enfance des Nations Unies, le programme est lié à un projet de traitement pour les jeunes en Jamaïque qui vivent avec le VIH/SIDA. En 2009, elle crée une école dans la paroisse Sainte-Catherine pour offrir des possibilités d'éducation précoce aux enfants handicapés.
Bean participe à la série de conférences de l'Université des Antilles intitulée « That Time In Foreign - Life Stories of Jamaican England Returnees », qui se déroule de 2006 à 2007. Elle présente de nombreux séminaires communautaires sur les questions du handicap, de la violence familiale, de l'éducation sur le VIH/sida et la santé générale et du soutien aux personnes handicapées,,. Elle travaille comme présidente de la section genre du Conseil des services sociaux volontaires en 2007 et est membre du comité paroissial Sainte-Catherine de 2008 à 2011,. Elle travaille avec des organisations internationales telles que le Comité des droits de l'enfant et l'UNESCO, les conseils politiques nationaux et les groupes politiques régionaux de l'Internationale des personnes handicapées afin de créer et de concevoir des politiques inclusives pour les enfants et les personnes handicapées,.
En 2020, Bean est l'une des rares féministes noires à avoir participé au Festival international des femmes d'Oxford à l'Université d'Oxford, qui est organisé pour honorer le 50e anniversaire de la Conférence Ruskin de 1970 à Oxford. L'événement est critiqué pour être à prédominance blanche et de classe moyenne et Bean déclare au New Yorker qu'en tant que femme noire, elle « ne pouvait pas vraiment déterminer la pertinence » de la conférence.

## Héritage
Bean est considérée par de nombreux militants comme un mentor qui les a initiés et guidés dans leur développement politique. Parmi ceux-ci figurent Abbas, Dadzie, Ama Gueye et Gail Lewis. Lorsque le livre The Heart of the Race (1985) est au stade de la planification, Bean travaille avec Dadzie et Bryan pour s'assurer qu'il implique autant d'expériences variées de militantes que possible. Elle souhaite montrer que les militantes sont unies pour la cause commune de résistance à l'exploitation économique, à l'impérialisme, au racisme et au sexisme. Lorsque le Remembering Olive Collective est formé pour rassembler des documents en commémoration d'Olive Morris, Bean fait don de ses photographies personnelles et des souvenirs de son amie aux archives. La collection Olive Morris est mise à la disposition du public en 2009 et est conservée aux Lambeth Archives dans le sud de Londres.
Bean fait l'objet de deux articles sur son implication dans le féminisme radical par W. Chris Johnson de l'Université de Toronto,. Son activisme en Grande-Bretagne est reconnu lors des célébrations du Mois de l'histoire des Noirs au Royaume-Uni, telles que l'exposition de 2014 « 400 ans de leaders de la résistance des femmes africaines » organisée par Black History Walks à Islington et une sculpture de 2017, A Fighters 'Archive, de Wijnand De Jonge, qui a été exposée à la Guildhall Art Gallery de Londres,. La sculpture présentait des moulages en bronze des poings serrés (pour représenter la boxe ou le combat) de 15 militantes noires, dont Bean.

## Œuvres choisies
- Gerlin Bean et Marigold Thorburn, Innovations in Developing Countries for People with Disabilities, Chorley, Lancashire, Lisieux Hall Publications, 1995, 105–120 p. (ISBN 978-1-870335-18-8, lire en ligne [archive du 5 novembre 2018]), « Mobilising Parents of Children with Disabilities in Jamaica and the English Speaking Caribbean ».
- Gerlin Bean, Routledge International Encyclopedia of Women : Global Women's Issues and Knowledge, vol. III. Identity Politics—Publishing, New York, New York, Routledge, 2000, 1577–1580 p. (ISBN 978-0-415-92091-9), « Politics and the State: Caribbean ».